# Château de Chazey-sur-Ain
Le château de Chazey-sur-Ain est un ancien château fort, fondé au XIIe siècle par les sires de Coligny, remanié au XVe siècle et restauré au XIXe siècle, centre de la seigneurie de Chazey, qui se dresse sur le territoire de la commune française de Chazey-sur-Ain, dans le département de l'Ain, en région Auvergne-Rhône-Alpes.
Le château est inscrit aux monuments historiques.

## Localisation
Le château se dresse sur la commune de Chazey-sur-Ain dans la partie la plus élevée du bourg, dans le département français de l'Ain.

## Historique

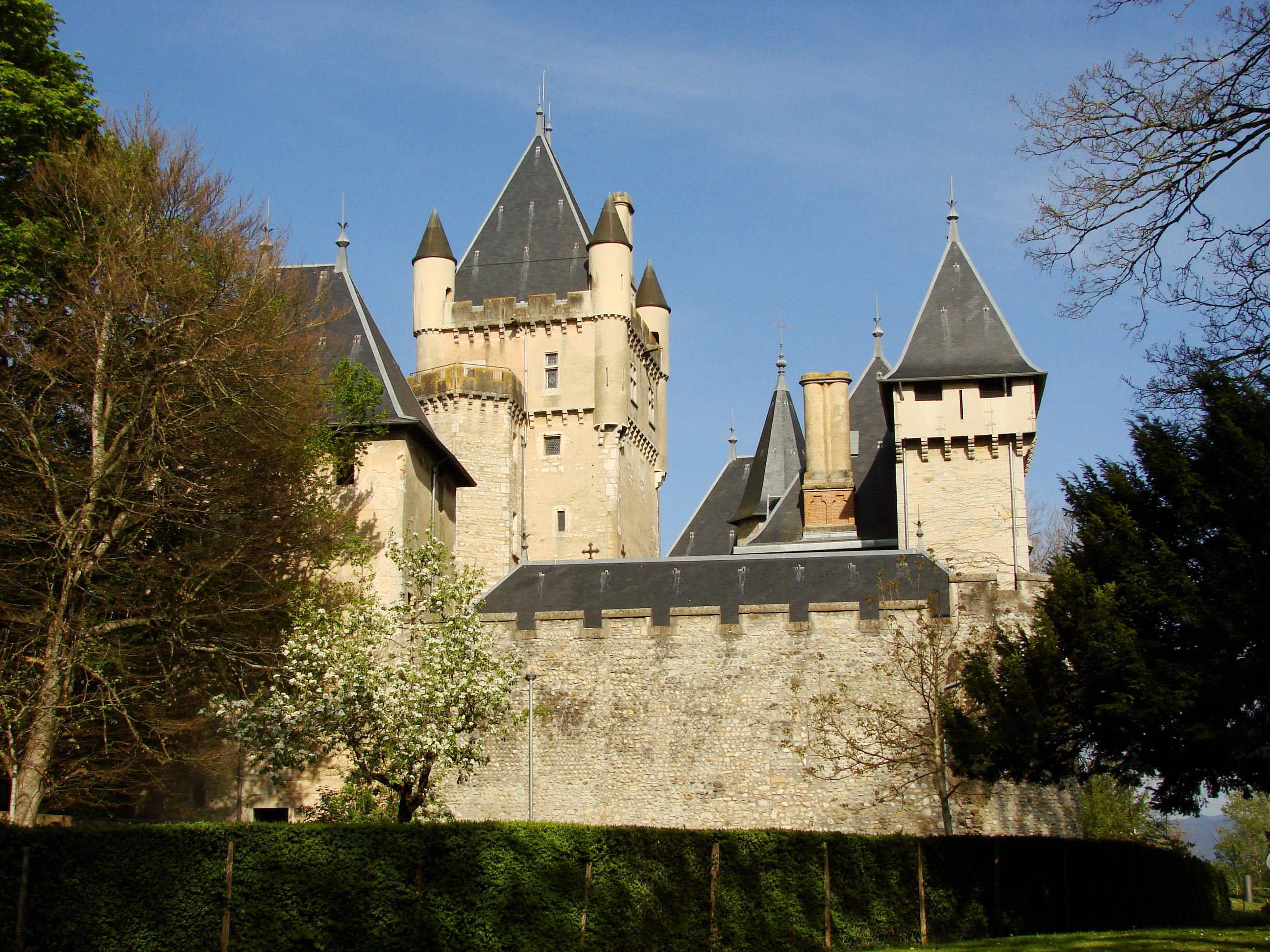

La seigneurie de Chazey, qui était en toute justice est à l'origine la possession des sires de Coligny. Au début du XIIIe siècle, Béatrix de Coligny la porte en dot à Albert III de la Tour du Pin qui la laisse à son fils Humbert, dauphin de Viennois. Elle est donnée en 1349 par Humbert II, dernier dauphin de Viennois, au roi Philippe VI de Valois.
À la suite du traité de Paris du 5 janvier 1355, le roi Jean et le dauphin, son fils, la cède, par voie d'échange, au comte Amédée VI de Savoie. Ce dernier l'inféode à Jean, seigneur de Crangeac (Attignat), chevalier. Lui succédèrent d'abord Antoine, son fils aîné, puis Pierre, son deuxième fils. À sa mort, en 1439, sans descendant, sa femme Jeanne de Varax retient la seigneurie pour ses reprises dotales. Elle la laissera à son neveu Georges de Varax qui en reçoit l'inféodation en 1441. Ce dernier la remet le 24 janvier 1462, à Philippe II de Savoie, comte de Bâgé, qui la donne à sa fille Philiberte de Savoie, femme de Julien de Médicis, duc de Nemours. Sans descendance Philiberte institue comme héritier son frère Charles, duc de Savoie né le 10 octobre 1486 dans ce château, alors nommé « château de Chazey-en-Bugey ».
Les ducs de Savoie conservèrent la seigneurie unie à leur domaine, jusqu'à Emmanuel-Philibert, qui en 1571 la remet à Jacques de Savoie, duc de Nemours. Ce dernier la vend avec clause de réméré, le 7 août 1580, à Bénigne Pastey, trésorier et Receveur général des finances, puis le 30 juin 1615, à Renaud de Cremeaux, seigneur de la Grange, de Saint-Urbain et de Charnay, maître de camp d'infanterie et dont les descendants la gardèrent jusqu’à la convocation des États généraux.
Chapelle castrale
Au XVe siècle il existait à Chazey, non loin de l'église paroissiale, une chapelle sous le vocable de Notre-Dame-de-Pitié, fondée par les anciens seigneurs du château et qui n'avait, pour toute dotation, qu'une rente de dix écus. En 1655, il ne s'y faisait aucun service.

## Description
Le château réédifié sur les débris de l’antique résidence est restauré au XIXe siècle.

## Protection aux monuments historiques
Le château est inscrit au titre des monuments historiques par arrêté du 18 février 1987.